# Вереш Василь
Василь Вереш (5 січня 1915, Гвіздівці, тепер Сокирянського району Чернівецької області, Україна — ?) — український художник.

## Біографія
Закінчив Бухарестський Інститут імені Григореску. Викладав малювання у школах м. Галац. Василь Вереш — автор портретів, композицій, барельєфів. З 1949 року — учасник виставок у Яссах, Плоєштах, Констанці, Галаці.